# Математика

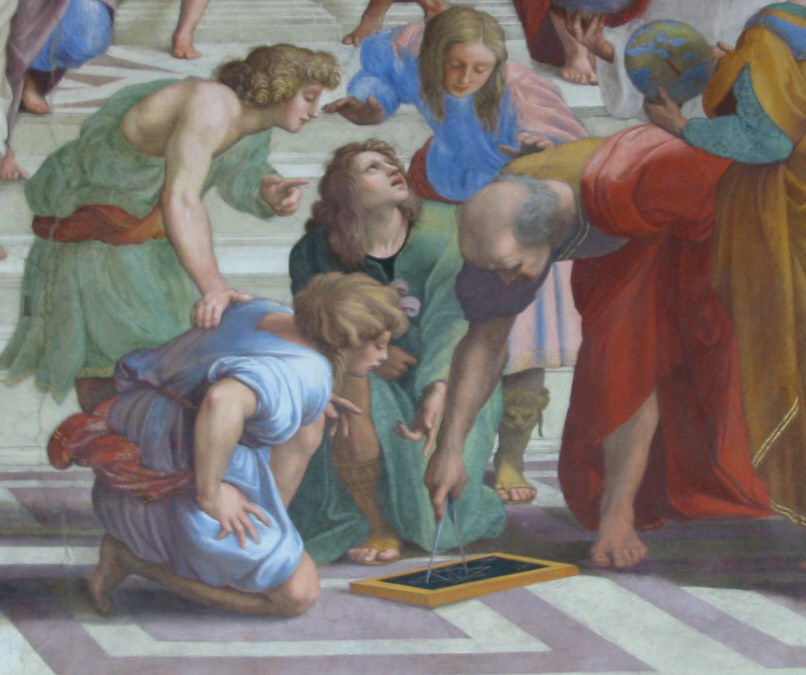
Евклід — математик, що жив у Давній Греції в 3 ст. до н. е., автор Рафаель

Матема́тика (грец. μάθημα — наука, знання, вивчення) — наука, яка первісно виникла як один з напрямків пошуку істини (у грецькій філософії) у сфері просторових відношень (землеміряння — геометрії) і обчислень (арифметики), для практичних потреб людини рахувати, обчислювати, вимірювати, досліджувати форми та рух фізичних тіл. Пізніше розвинулась у доволі складну й багатогранну науку про абстрактні кількісні та якісні співвідношення, форми й структури. Загальноприйнятого визначення математики немає. Початково її використовували для підрахунку, вимірювання, а також для вивчення форм і руху фізичних об'єктів через дедуктивні розмірковування й абстракції. Математики формулюють нові висновки та намагаються з'ясувати їхню правдивість, зважаючи на вдало вибрані аксіоми й означення.

## Визначення математики
- Чим займається математика, як не порядком і відношенням (Арістотель)
- До математики належать лише ті науки, у яких розглядається порядок чи міра, і несуттєво, чи перебувають вони в цифрах, фігурах, зірках, звуках чи в чомусь іншому, де шукають цей порядок і міру. Отож має бути якась спільна загальна наука, яка пояснює те, що стосується порядку і міри, не розглядаючи ніяких окремих предметів, і не треба придумувати нове ім'я цієї науки, а використати старе, вже постійно вживане ім'я Математика універсальна (Рене Декарт)
- Математика — це наука, що розглядає кількість у матеріальних об'єктах, або, на думку інших, наука, що вивчає кількість абстрактну, не зачіпаючи того, чи вона міститься в матеріальних тілах чи поза ними (Феофан Прокопович)
- Математика — це мова, якою написано книгу природи (Галілео Галілей)
- Математика — цариця наук, арифметика — цариця математики (Карл Фрідріх Гаусс)
- Математика — це мистецтво називати різні речі тим самим ім'ям (Анрі Пуанкаре)
- Математика — це наука, що не тільки показує в кожному окремому випадку співвідношення, але й визначає причини, від яких вони залежать за природою самих речей (Леонард Ейлер)
- Математика — наука про кількісні співвідношення і просторові форми дійсного світу (Фрідріх Енгельс)
- Математика — це єдиний досконалий метод водити самого себе за ніс (Альберт Ейнштейн)
- Математика і поезія – це … вираз тієї самої сили уяви, тільки в першому разі уява звернена до голови, а в другому – до серця  (Томас Гілл)
- Математика – справа аж ніяк не тільки розуму, але також і фантазії... (Фелікс Кляйн)
- Жодна інша наука не навчає так ясно розуміти гармонію природи, як математика... (П. Карус)
- Подати зміст математики — це завдання непосильне; сказати, що це наука про величини та їхні взаємні відношення, це буде лише невелика частина, яка не вичерпує її змісту, бо ж до математики — побіч чисел і геометричних величин, побіч величин тяглих і нетяглих (неперервних і дискретних) — входить і наука про комбінаторику, і про групи, і вищі числа і їхні комплекси, і про вищі простори і т. д., до яких назву величини можна прикладати лише з деякими застереженнями (Володимир Левицький)
- Математика — це наука про математичні структури (Ніколя Бурбакі)

## Походження слова і його вживання в різних мовах
Слово «математика» походить від грецького слова μάθημα, що означає «наука, знання, вивчення», і грецького μαθηματικός, що означає «любов до пізнання», у підсумку приводить до більш вузького і технічного (прикладного) значення «математичне дослідження», яке використовувалося і в античні (класичні) часи. Зокрема, грецьке μαθηματική τέχνη, латиною ars mathematica, означає математичне мистецтво. 

## Історія

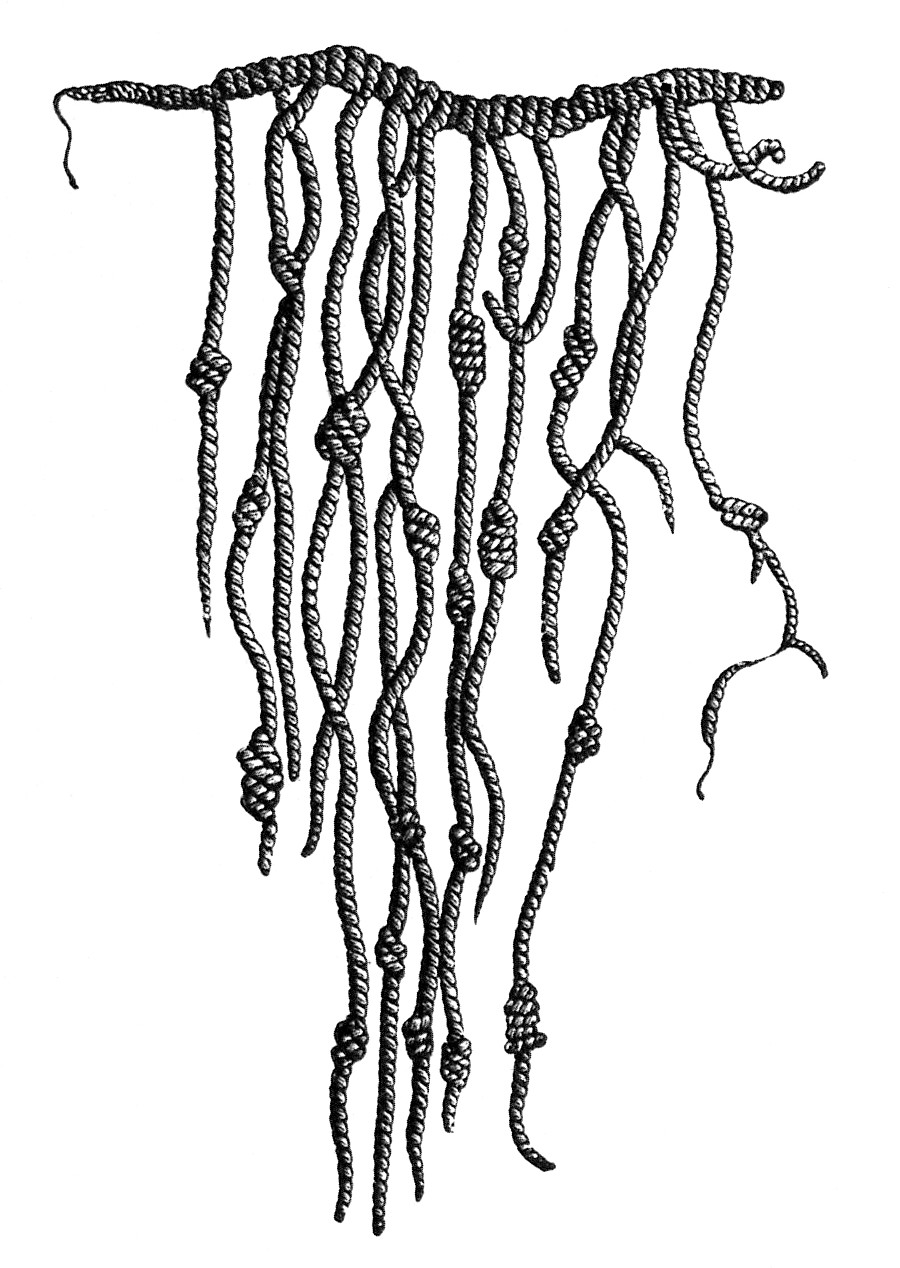
Кіпу, використовувалися інками для записування чисел.

Цифри мая.

Математика виникла з давніх-давен з практичних потреб людини, її зміст і характер із часом змінювались. Від початкового предметного уявлення про ціле додатне число, від уявлення про відрізок прямої як найкоротшу відстань між двома точками математика пройшла довгий шлях розвитку, перш ніж стала абстрактною наукою з точно сформованими вихідними поняттями і специфічними методами дослідження. Нові вимоги практики розширюють обсяг понять математики, наповнюють новим змістом старі поняття.
Поняття математики абстраговані від якісних особливостей специфічних для кожного певного кола явищ і предметів. Ця обставина дуже важлива в застосуванні математики. Так, число 2 не має якогось певного предметного змісту. Воно може стосуватися і двох книг, і двох верстатів, і двох ідей. Воно добре застосовується і до цих, і до багатьох інших об'єктів. Так само геометричні властивості кулі не змінюються від того, зроблено її зі сталі, міді чи скла. Звичайно, абстрагування від властивостей предмета збіднює наші знання про цей предмет і його характерні матеріальні особливості. Водночас саме це абстрагування надає математичним поняттям узагальненості, даючи можливість застосовувати математику до найрізноманітніших за природою явищ. Це означає, що ті самі закономірності математики, той самий математичний апарат можуть бути достатньо успішно застосовані до біологічних, технічних, економічних та інших процесів.
Розвиток математики опирається на писемність і вміння записувати числа. Напевно, стародавні люди спочатку висловлювали кількість через малювання рисок на землі або видряпували їх на деревині. Стародавні інки, не маючи іншої системи писемності, представляли і зберігали числові дані, використовуючи складну систему мотузяних вузлів, так звані кіпу. Існувало безліч різних систем числення. Перші відомі записи чисел були знайдені в папірусі Райнда, створеному єгиптянами Середнього царства. Індська цивілізація розробила сучасну десяткову систему числення, що включає концепцію нуля.
Абстрагування в математиці не є її винятковою особливістю, оскільки всілякі загальні поняття містять у собі деякий елемент абстрагування від властивостей конкретних речей. Однак у математиці цей процес іде далі, ніж у природничих науках. У ній широко використовують процес абстрагування різних ступенів. Наприклад, поняття групи виникло внаслідок абстрагування від деяких властивостей чисел та інших уже абстрактних понять. У математиці специфічним є також метод одержання результатів. Якщо природознавець, доводячи будь-яке твердження, завжди використовує дослід, то математик доводить свої результати лише на основі логічних міркувань. Жодний результат у математиці не можна вважати доведеним, поки йому не дано логічного обґрунтування, хоч спеціальні досліди і підтвердили його. Водночас істинність математичних теорій перевіряється на практиці, але ця перевірка має особливий характер. Висуваються математичні теорії реальних явищ, а висновки з цих теорій перевіряються на досліді.
Однак зв'язки математики з практикою є ширшими, бо поняття математики: теореми, задачі, математичні теорії пов'язані із запитами практики. З часом ці зв'язки стають глибшими і різноманітнішими. Математику можна застосувати до вивчення будь-якого типу руху. Проте насправді її роль у різних галузях наукової і практичної діяльності неоднакова. Особливо великою є роль математики у вивченні тих явищ, для яких навіть значне абстрагування від їхніх специфічних якісних характеристик не змінює істотно притаманних цим явищам кількісних і просторових закономірностей. Наприклад, у небесній механіці тіла вважають матеріальними точками (тобто абстрагуються від реальності); обчислені таким способом рухи небесних тіл збігаються з дійсними рухами цих тіл. Користуючись математичним апаратом, можна не тільки дуже точно передобчислювати небесні явища (затемнення, положення планет тощо), але й за відхиленням істинних рухів від обчислених зробити висновок про наявність невидимих неозброєним оком небесних тіл. Саме так було відкрито планети Нептун (1846) і Плутон (1930). У зв'язку з бурхливим розвитком космічних польотів небесна механіка набула все більшого значення. Механіка і фізика стали, по суті, математичними науками. Менше, але все ж значне місце посідає математика в економіці, біології, медицині, мовознавстві. Для цих наук особливого значення набула математична статистика. Якісна своєрідність явищ, що вивчаються, наприклад, у біології, настільки значна, що роль математичного аналізу під час дослідження їх поки що є підпорядкованою. Процес математизації наук, що почався з 18 ст., тепер набув винятково інтенсивного розвитку.
Історію математики вчені зазвичай поділяють на чотири періоди:
- період зародження математики як самостійної дисципліни — тривав приблизно до 6–5 століття до н. е. У цей період формувалися поняття цілого числа і раціонального дробу, поняття відстані, площі, об'єму, створювалися правила дій із числами та найпростіші правила для обчислення площ фігур і об'ємів тіл. Математика не мала ще форми дедуктивної науки, вона являла собою збірник правил для виконання певного роду дій. У всіх математичних текстах (єгипетських, вавилонських), що дійшли до нас, математичні знання викладалися саме в такій формі.
- період елементарної математики — тривав від 6–5 ст. до н. е. до середини 17 століття. У цей період на основі невеликої кількості вихідних тверджень — аксіом, будувалася геометрія як дедуктивна наука. Математика перестала бути безіменною наукою. З історії математики відомі імена багатьох вчених давньої Греції (Фалес, Піфагор, Гіппократ Хіоський, Демокріт, Евдокс, Евклід, Архімед та ін.), Китаю (Чжан Цан, Ген Шоу-чан, Цзу Чунчжи та ін.), Середньої Азії (Джамшид ібн-Масуд аль-Каші, Мухаммад ібн Муса аль-Хорезмі та ін.), Індії і пізніше Західної Європи (Лодовіко Феррарі, Нікколо Тарталья, Джироламо Кардано, Сімон Стевін та ін.), що зробили значний вклад у математику.
- Третій період (середина 17 ст. — початок 20 ст.) — період дослідження змінних величин. Природознавство і техніка дістали новий метод вивчення руху і зміни — диференціальне числення та інтегральне числення. Створилася низка нових математичних наук — теорія диференціальних рівнянь, теорія функцій, диференціальна геометрія, варіаційне числення та ін., що значно розширили предмет і можливості математики. Велику роль у розвитку математики цього періоду відіграли й українські математики. Михайло Остроградський зробив визначні відкриття в механіці, математичному аналізі, математичній фізиці, Пафнутій Чебишов поклав початок новому напряму в теорії функцій, зробив значні відкриття в теорії чисел, теорії ймовірностей, механіці, наближеному аналізі. До цього ж періоду відноситься діяльність таких видатних вчених, як Олександр Ляпунов, Андрій Марков (старший), Георгій Вороний та багатьох інших.
- Четвертий період — період сучасної математики — характеризується свідомим і систематичним вивченням можливих типів кількісних співвідношень і просторових форм. У геометрії вивчається вже не лише тривимірний простір, а й ін. подібні до нього просторові форми. Характерними напрямами розвитку математики цього періоду є теорія множин, функціональний аналіз, математична логіка, сучасна алгебра, теорія ймовірностей, топологія тощо.

Із 17 століття розвиток математики істотною мірою взаємокоординується з розвитком фізики, механіки, низки технічних дисциплін, зокрема гірництва. Математика широко застосовується, наприклад, для складання та опрацювання математичних моделей технологічних процесів.

## Цілі та методи
Математика вивчає уявні, ідеальні об'єкти та співвідношення між ними, використовуючи формальну мову. Однак усі досліджувані математикою об'єкти мають прообрази в реальному світі, більш-менш схожі на свої математичні моделі. Модель об'єкта враховує не всі його риси, а тільки найпотрібніші для мети дослідження. Наприклад, вивчаючи фізичні властивості апельсина, ми можемо абстрагуватися від його кольору та смаку і подати його (нехай не ідеально точно) у вигляді кулі. Якщо ж нам потрібно зрозуміти, скільки апельсинів ми отримаємо, якщо складемо докупи два і три, — то можна абстрагуватися і від форми, залишивши в моделі тільки одну характеристику — кількість. Абстракція та встановлення зв'язків між об'єктами в найзагальнішому вигляді — це є ціль математики.
Вивчення об'єктів у математиці відбувається за допомогою аксіоматичного методу: спочатку для досліджуваних об'єктів формулюється список аксіом і вводяться необхідні означення, а потім з аксіом за допомогою логічних правил виведення одержують теореми.

## Основні теми математики

### Числа
Вивчення кількості починається з чисел, спочатку зі знайомих нам натуральних чисел та цілих чисел та арифметичних операцій з ними, які вивчаються в арифметиці. Глибші властивості цілих чисел вивчає теорія чисел, до якої належить знаменита Велика теорема Ферма. До невирішених задач теорії чисел належать припущення щодо простих чисел-близнюків та гіпотеза Гольдбаха.
У процесі розвитку числової системи, цілі числа виявились підмножиною раціональних чисел (додалися дроби). А ці так само входять до множини дійсних чисел, які використовуються для відображення неперервних величин. Дійсні числа є окремим випадком від комплексних чисел. А вони є першим кроком в ієрархії чисел, яка включає кватерніони та октоніони. Вивчення натуральних чисел призвело до появи трансфінітних чисел, які формалізують поняття нескінченності. Іншою галуззю дослідження є розмір множини чисел, який призвів до появи кардинальних чисел, а потім до нової концепції нескінченності: чисел алеф, які дають змогу значимо порівняти розмір нескінченно великих множин.
| {\displaystyle 1,2,\ldots }                                       | {\displaystyle 0,1,-1,\ldots }                                       | {\displaystyle 1,-1,{\frac {1}{2}},{\frac {2}{3}},0.12,\ldots } |
| Натуральні числа                                                  | Цілі числа                                                           | Раціональні числа                                               |
| {\displaystyle 1,-1,{\frac {1}{2}},0.12,\pi ,{\sqrt {2}},\ldots } | {\displaystyle -1,{\frac {1}{2}},0.12,\pi ,3i+2,e^{i\pi /3},\ldots } | {\displaystyle 1,i,j,k,\pi j-{\frac {1}{2}}k,\dots }            |
| Дійсні числа                                                      | Комплексні числа                                                     | Кватерніони                                                     |

### Перетворення
| {\displaystyle 36\div 9=4}                                  |                                        |                   | {\displaystyle \int 1_{S}\,d\mu =\mu (S)} |
| Арифметика                                                  | Диференціальне та інтегральне числення | Векторне числення | Математичний аналіз                       |
| {\displaystyle {\frac {d^{2}}{dx^{2}}}y={\frac {d}{dx}}y+c} |                                        |                   |                                           |
| Диференціальні рівняння                                     | Динамічні системи                      | Теорія хаосу      |                                           |

Арифметика — Векторне числення — Математичний аналіз — Теорія міри — Диференціальні рівняння — Динамічні системи — Теорія хаосу — Список функцій

### Структури
| {\displaystyle {\begin{matrix}(1,2,3)&(1,3,2)\\(2,1,3)&(2,3,1)\\(3,1,2)&(3,2,1)\end{matrix}}} |              |             |               |                |
| Комбінаторика                                                                                 | Теорія чисел | Теорія груп | Теорія графів | Теорія порядку |

Абстрактна алгебра — Теорія груп — Алгебричні структури — Алгебрична геометрія — Теорія чисел — Топологія — Лінійна алгебра — Універсальна алгебра — Теорія категорій — Теорія послідовностей

### Просторові відношення
Дослідження простору викликало виникнення геометрії, зокрема евклідової геометрії. Тригонометрія — це розділ математики, що має справу з відношеннями між сторонами та кутами в трикутнику та з тригонометричними функціями; тут простір виражений у числах, до цього розділу входить знаменита теорема Піфагора. Сучасні дослідження простору узагальнюють ці ідеї та включають багатовимірну геометрію, неевклідові геометрії (які грають центральну роль у загальній теорії відносності) та топологію. Кількісні та просторові характеристики разом досліджуються в аналітичній геометрії, диференціальній геометрії та алгебричній геометрії. Опукла геометрія та дискретна геометрія були розроблені, щоб розв'язати задачі в теорії чисел та функціональному аналізі, але тепер знайшли своє застосування в оптимізації та інформатиці.
|           |               |                          |           |                      |
| Геометрія | Тригонометрія | Диференціальна геометрія | Топологія | Фрактальна геометрія |

Геометрія — Тригонометрія — Алгебрична геометрія — Топологія — Диференціальна геометрія — Диференціальна топологія — Алгебрична топологія — Лінійна алгебра — Фрактальна геометрія

### Дискретна математика
Дискретна математика містить засоби, які застосовуються до об'єктів, що можуть приймати лише специфічні, окремі значення (не неперервні).
|               | {\displaystyle \forall x(P(x)\Rightarrow P(x'))} |                       |              |               |
| Теорія множин | Математична логіка                               | Теорія обчислюваності | Криптографія | Теорія графів |

Комбінаторика — Теорія множин — Математична логіка — Теорія обчислюваності — Криптографія — Теорія графів

## Дисципліна в закладах освіти
В Україні утрадиційнені терміни «Математика елементарна» та «Математика вища», які відповідно позначають курс «Математики» в загальноосвітній середній школі (арифметика, алгебра, геометрія, тригонометрія) та вищій (вища алгебра, аналітична геометрія, математичний аналіз, диференціальні рівняння, теорія ймовірностей, математична статистика тощо).
| - Аксіома - Аксіоматика - Аксіоматичний метод - Елементарна математика - Історія математики - Математична константа - Математична статистика - Математична фізика - Математичний аналіз - Функціональний аналіз | - Геометрія - Лінійна алгебра та аналітична геометрія - Логіка - Теорія графів - Теорія ймовірностей - Теорія міри - Теорія множин - Теорія функції комплексної змінної - Теорія чисел |

## Системи числення
- Римська система числення
- Індо-арабська система числення
- Кирилична система числення

## Математика і освіта
У школі вивчається елементарна математика — арифметика, функції, алгебра; у ЗВО — вища математика: диференціальне, інтегральне числення, топологія, теорія операторів та все інше, що не входить в елементарну математику. Вища математика зазвичай базується на вищому рівні абстракції, ніж елементарна математика, та менш просто виводиться з властивостей навколишнього світу.

## Онлайнові сервіси
Існує велика кількість вебсайтів, що надають сервіс для математичних розрахунків. Найбільшої уваги заслуговує WolframAlpha. Більшість з них англомовні. З російськомовних можна відмітити сервіс математичних запитів пошукової системи Нігма. Поступово з'являються й українськомовні системи онлайн-освіти, наприклад: математика.укр та cubens.com.